# HMS Success против Santa Catalina
Бой HMS Success против Santa Catalina (англ. Action of 16 March 1782, или HMS Success vs Santa Catalina) — поединок испанского и британского фрегатов у мыса Спартель, при проводке конвоя в осажденный Гибралтар, 16 марта 1782 года.

## Предыстория
Во время осады Гибралтар снабжался нерегулярными конвоями, приход которых сильно зависел от сопротивления противника и от сил, которые скуповатое Адмиралтейство выделяло в каждом случае. Помимо общего стремления сэкономить лордами двигали и сиюминутные соображения, такие как нужда в кораблях, полагающихся по рангу капитанам или адмиралам в другом месте.
Мартовский конвой 1782 года был не совсем обычным. Он состоял всего из одного вооруженного транспорта HMS Vernon (22 × 6-фн пушки, капитан Джон Фальконер, англ. John Falconer), в охранении одного 12-фунтового фрегата HMS Success (официально 32-пушечный, капитан Чарльз Пол). Но такое случалось и раньше. Необычным был груз. Кроме провизии и боеприпасов, на борту транспорта были 12 разобранных на части канонерских лодок. Им предстояло оборонять гавань и рыболовные суда от легкой флотилии испанцев из шебек, канонерок и галер, беспокоившей крепость из гавани Альхесирас.

## Ход боя
Как и всегда в таких случаях, была надежда просочиться через блокаду. Но на этот раз без боя не обошлось. После полудня 16 марта при входе в пролив был замечен корабль — большой фрегат Santa Catalina, вооруженный тридцатью четырьмя 12-фунтовыми пушками. Британские корабли в надежде избежать боя шли под нейтральным флагом — по тому времени обычная военная хитрость.
Но подойдя примерно на милю, испанец неожиданно привёлся к ветру и дал залп бортом. Success немедленно повернул фордевинд, встал бортом к противнику и сам начал стрельбу. Vernon последовал его примеру и встал ему в кильватер, образуя линию, но его пушки на такой дистанции были мало эффективны. Дело решила лучшая артиллерийская подготовка Success. В перестрелке испанский корабль потерял бизань-мачту и почти лишился манёвра. В 8 часов вечера испанский капитан дон Мигель Такон (исп. Miguel Tacon) спустил флаг.

## Последствия
После боя, когда Success только успел поправить самые большие повреждения, ветер, как часто бывает под вечер в районе Гибралтара, упал до нуля, и конвой вместе с призом заштилел. В этот момент на горизонте показались подозрительные паруса. Победитель был явно не в состоянии для ещё одного боя, и в любом случае оказался в меньшинстве. Выяснять, что это за корабли, Чарльз Пол не стал. Капитан Success хорошо осознавал важность конвоя. Он немедленно поджег приз, отказавшись таким образом от надежд на вознаграждение и, взяв на борт 286 пленных, ушел (согласно иллюстрации, на веслах). Подожженная Santa Catalina взорвалась.
Доставленные канонерские лодки позже сыграли важную роль в отражении генерального штурма.